# Yacimiento arqueológico de Cantera Vieja
El yacimiento arqueológico de Cantera Vieja es un conjunto paleolítico situado en el área de ampliación urbanística de Los Berrocales, al sureste de Madrid. El depósito fue excavado en 2018 por la empresa Arquex en colaboración con el Dpto. de Prehistoria y Arqueología de la Universidad Autónoma de Madrid.
Se trata de un área de captación y talla de sílex donde el principal objetivo era elaborar bifaces. En Cantera Vieja se documentan decenas de bifaces acabados y en proceso de elaboración. Así como otras piezas fracturadas durante el proceso de talla. (Madrid).

## Contexto geográfico
El sitio arqueológico se localiza en la zona del interfluvio Manzanares-Jarama. Una extensa plataforma entre los ríos Manzanares y Jarama donde se localiza abundante sílex. Una materia prima que a lo largo de todo el Paleolítico han buscado los grupos cazadores-recolectores para la elaboración de herramientas.
El contexto geológico del área de Los Berrocales queda enmarcado dentro de la Cuenca de Madrid, donde son mayoritarios los afloramientos de materiales terciarios, sobre los cuales actúan en el Cuaternario varios procesos erosivos y deposicionales que originan la morfología del relieve tal como lo conocemos hoy.

## Intervenciones arqueológicas
Los movimientos de tierras realizados en 2017 para la construcción de nuevos viales que conectasen las viviendas de Los Berrocales con la Vía de Servicio A-3, suponen la detección y excavación del yacimiento de Cantera Vieja en junio de 2018.
Los trabajos de campo fueron de carácter urgente y dirigidos por los arqueólogos José Polo (Arquex) y Concepción Torres (UAM) y, por el geólogo Fernando Tapias (Arquex). Además, contaron con la dirección científica del catedrático Javier Baena (UAM).

## Restos arqueológicos

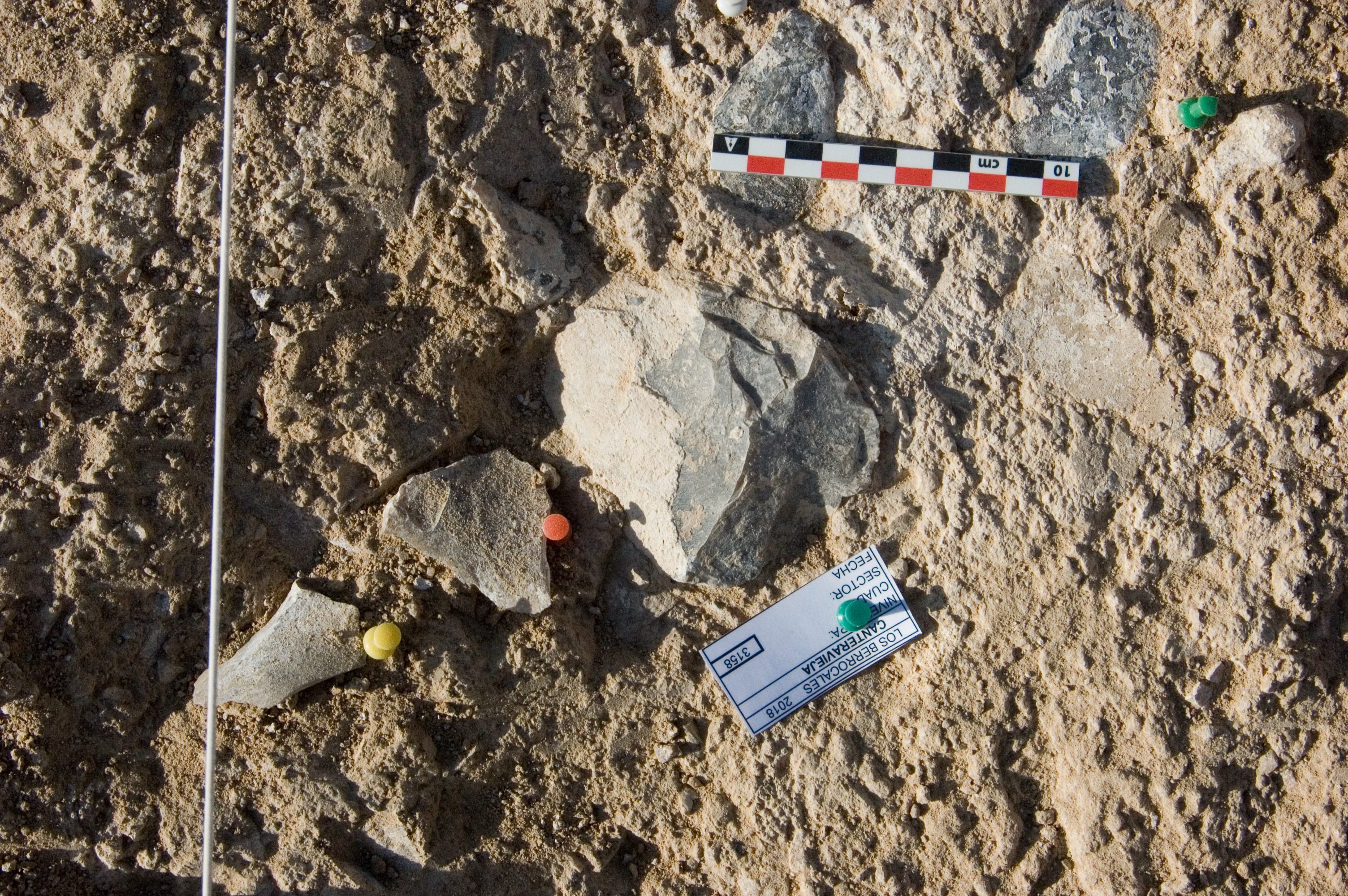
Bifaz fracturado procedente del yacimiento arqueológico de Cantera Vieja (Madrid)

En Cantera Vieja se han detectado tres niveles arqueológicos que corresponderían a diferentes momentos de ocupación. Si bien, los estudios geoarqueológicos y micromorfológicos apuntan a un único y prolongado periodo de ocupación donde los materiales arqueológicos habrían sufrido distintos procesos post-deposicionales.
En el área excavada en Cantera Vieja se documentan restos de industria lítica. Destaca la elevada proporción de bifaces y preformas de sílex. Son miles los restos de talla (lascas, fragmentos, etc.) asociados a la elaboración de estas piezas. Las herramientas bifaciales son realizadas mayoritariamente sobre grandes soportes-lasca de sílex lo que, cronológicamente apunta a fases avanzadas del tecnocomplejo Achelense o incluso al Musteriense.